# Gremialismo

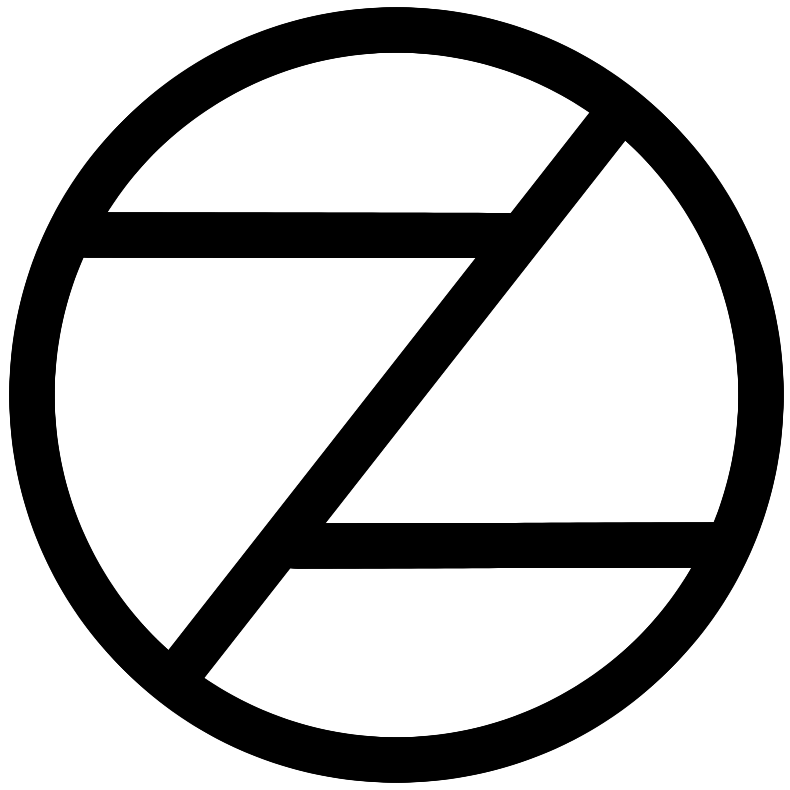
Símbolo del gremialismo.

El gremialismo es una ideología política chilena de derecha a extrema derecha, basada en la doctrina social de la Iglesia, el neoconservadurismo, el anticomunismo y el nacionalismo católico, llamando a la despolitización de los cuerpos intermedios, estando en contra que partidos políticos o ideas políticas entren a la sociedad civil. Fue fundada por el abogado Jaime Guzmán. 
En Chile, el gremialismo fue el sustento doctrinario del movimiento conservador, nacido la segunda mitad de la década de 1960, que lideró la oposición a la reforma universitaria impulsada por grupos de centro (DCU y JDC).

## Doctrina y principios

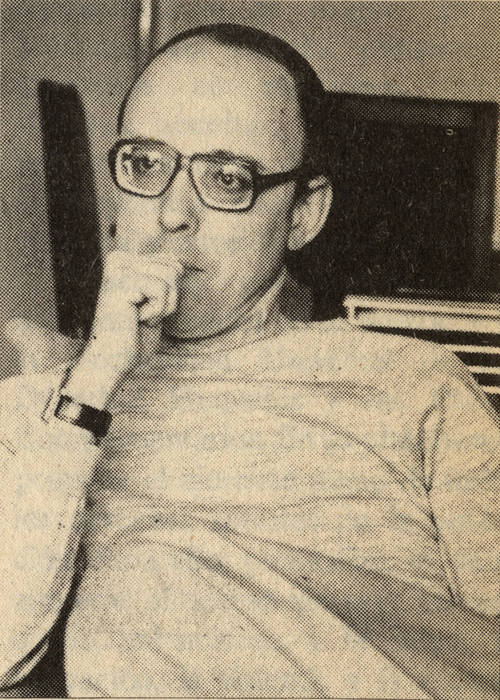
Jaime Guzmán Errázuriz, ideólogo y fundador del gremialismo.

El fundamento doctrinario del gremialismo se apoya en cuatro principios fundamentales:
1. Reconoce al ser humano, poseedor de una dignidad inviolable y de un destino trascendente. Tanto su ser, como su fin son superiores al de cualquier sociedad de orden temporal. El hombre es capaz de agruparse para poder realizarse como persona. El Estado, en consecuencia, debe estar al servicio de la persona humana y no al revés.
2. Toda institución humana tiene una finalidad propia y específica. Cada agrupación humana puede determinarse objetivamente, sin necesidad de recurrir a ideología política alguna.
3. Toda sociedad por definición, es apta para alcanzar por sí misma esa finalidad propia y objetiva: "autonomías sociales". Encaminarse libremente al propio fin específico.
4. Tanto las ideologías como los partidos políticos han de situar su acción a nivel de la conducción del Estado.

### Diferencias con el corporativismo
El movimiento gremial es la materialización del quiebre de Guzmán con la doctrina de su formador, el padre Osvaldo Lira. Por otro lado es perfectamente posible que haya existido gremialistas que no hayan tenido un actuar doctrinariamente responsable y consecuente.
En el libro "El Gremialismo y su postura universitaria en 36 preguntas y respuestas", el cual es utilizado para formar a las nuevas generaciones de gremialistas, se señala que el gremialismo se diferencia del corporativismo por tres razones:
1. "Radicar en las entidades regionales y gremiales la tarea de legislar o gobernar (N. del E.: el gremialismo se opone a esto mientras que es lo que sostiene el corporativismo), conduciría por el contrario a que ésta fuera el permanente compadrazgo entre intereses particulares, donde los más poderosos pactarían siempre en desmedro de los más débiles".[10]
2. "Si el gremialismo busca la despolitización de las agrupaciones regionales y gremiales, mal podría aceptar un sistema que —como el corporativismo— incentivara su instrumentalización política, porque es evidente que al ser transformadas dichas entidades intermedias en fuentes de generación de las autoridades políticas, resultaría explicable y hasta justo que sus integrantes procuraran orientar todo su funcionamiento y decisiones conforme a la doctrina política de cada cual".[10]
3. "El corporativismo tiene siempre implícita la supresión de los movimientos o partidos políticos como agrupaciones válidas para intervenir en la generación de las autoridades políticas".[10]

## Historia
Fue fundado en 1967 como un movimiento universitario al interior de la Pontificia Universidad Católica de Chile —el Movimiento Gremial de la Universidad Católica (MGUC)— por el intelectual liberal-conservador, Jaime Guzmán Errázuriz, en oposición a la reforma universitaria que se gestaba en dicha casa de estudios. Guzmán lideró la resistencia a la ocupación de la casa central por parte de grupos reformistas de centro; y, a su vez, intentó tomar por su cuenta la universidad para revertir el inminente triunfo de los reformistas. Aunque fracasó, a raíz de estos hechos cobró existencia el movimiento gremial.
Guzmán Errázuriz fue formado por el padre Osvaldo Lira en el tradicionalismo católico, el corporativismo, el falangismo y nacional sindicalismo. Si bien finalmente el gremialismo representa una ruptura con el tradicionalismo, es influenciado por este a través de su fundador en el énfasis que se da a las sociedades intermedias, énfasis que proviene a su vez de la doctrina social de la Iglesia. En los textos doctrinarios del gremialismo es fácil reconocer la influencia de la filosofía aristotélico-tomista en el especial énfasis que se da al cumplimiento de los fines de las sociedades intermedias.

## Organizaciones gremialistas

### Movimientos universitarios
El gremialismo es el sustento del Movimiento Gremial de la Universidad Católica (MGUC).

### Otras organizaciones
En 1975 Guzmán creó, de la mano del gremialismo, el Frente Juvenil de Unidad Nacional, definido como un movimiento «cívico patriótico» de respaldo a la dictadura militar.
En 1975 un grupo de dirigentes gremialistas —entre ellos Miguel Kast, Hernán Larraín y Carlos Bombal— fundaron la Cooperativa La Familia, institución financiera que quebró en 1977, siendo sus ejecutivos procesados por el delito de estafa.
El gremialismo fue la inspiración para que en 1983 se fundara el Movimiento Unión Demócrata Independiente (UDI), que en 1987 se integró a Renovación Nacional (RN), y posteriormente se creó el partido Unión Demócrata Independiente luego de un conflicto interno entre Guzmán y los socialcristianos de RN.